# Liste von Leuchttürmen in Schweden
Diese Liste führt Leuchttürme in Schweden auf.
Leuchtturm heißt auf schwedisch fyrtorn.  Leuchtfeuer werden als fyr, Unter- und Oberfeuer als nedrefyr und övrefyr bezeichnet. Bei den Stationen, die durch Neubauten ersetzt wurden, ist ein zweites Baujahr angegeben.
| Name                  | Region               | Gewässer           | Position                     | Baujahr   | Turmhöhe | Feuerhöhe | Kennung         | Bild            | Bemerkung |
| --------------------- | -------------------- | ------------------ | ---------------------------- | --------- | -------- | --------- | --------------- | --------------- | --- |
| Agö fyr               | Gävleborgs län       | Bottensee          | 61° 32′ 33″ N, 17° 27′ 59″ O | 1860/1970 | 15 m     | 31 m      | Fl.WRG.5s       |                 | |
| Almagrundet           | Stockholms län       | Ostsee             | 59° 9′ 17″ N, 19° 7′ 32″ O   | 1964      | 30 m     | 28 m      | LFl(3)WRG.30s   |                 | |
| Berguddens fyr        | Västerbottens län    | Kvarken            | 63° 47′ 28″ N, 20° 50′ 11″ O | 1884/1896 | 18 m     | 19 m      | Iso.WRG.6s      |                 | |
| Björns fyr            | Uppsala län          | Bottensee          | 60° 38′ 20″ N, 17° 59′ 9″ O  | 1859/1956 | 22 m     | 31 m      | LFl.WRG.10s     |                 | |
| Bjuröklubbs fyr       | Västerbottens län    | Bottenwiek         | 64° 28′ 51″ N, 21° 34′ 30″ O | 1859      | 8 m      | 51 m      | Oc.W.10s        |                 | |
| Bokö fyr              | Södermanlands län    | Ostsee             | 58° 51′ 8″ N, 17° 36′ 15″ O  | 1867/1955 | 5 m      | 5 m       | Iso.WRG.4s      |                 | |
| Bondens fyr           | Västerbottens län    | Kvarken            | 63° 26′ 2″ N, 20° 2′ 25″ O   | 1913      | 20 m     | 35 m      | Fl.WRG.6s       |                 | |
| Borhalsudde fyr       | Västra Götalands län | Vänern             | 58° 51′ 9″ N, 13° 42′ 44″ O  | 1866      | 8 m      | 11 m      | Fl(4)WRG.12s    | Bild gesucht BW | |
| Brämöns fyr           | Västernorrlands län  | Bottensee          | 62° 13′ 9″ N, 17° 44′ 25″ O  | 1859/1948 | 16 m     | 31 m      | Oc.WRG.14s      | Bild gesucht BW | |
| Bönans fyr            | Gävleborgs län       | Bottensee          | 60° 44′ 21″ N, 17° 19′ 9″ O  | 1840/1957 | 10 m     | 10 m      | Iso.WRG.6s      |                 | |
| Böttö fyr             | Västra Götalands län | Kattegat           | 57° 38′ 56″ N, 11° 43′ 11″ O | 1841/1964 | 10 m     | 12 m      | LFl.W.10s       |                 | |
| Buskärs Knöte fyr     | Västra Götalands län | Kattegat           | 57° 38′ 18″ N, 11° 40′ 59″ O | 1841/1964 | 12 m     | 12 m      | Fl(3)WRG.9s     |                 | |
| Djurstens fyr         | Uppsala län          | Bottensee          | 60° 22′ 8″ N, 18° 24′ 4″ O   | 1767/1839 | 15 m     | 20 m      | LFl.WRG.9s      |                 | |
| Djurö fyr             | Västra Götalands län | Vänern             | 58° 52′ 24″ N, 13° 28′ 20″ O | 1874/1912 | 13 m     | 18 m      | Fl(2)WR.10s     |                 | |
| Draghällans fyr       | Västernorrlands län  | Bottensee          | 62° 20′ 23″ N, 17° 26′ 22″ O | 1878/1942 | 14 m     | 13 m      | Mo(A)WRG.10s    |                 | Zustand 1941 |
| Eggegrunds fyr        | Gävleborgs län       | Bottensee          | 60° 43′ 44″ N, 17° 33′ 26″ O | 1838/1933 | 26 m     | 29 m      | Fl(4)WR.12s     |                 | Der Leuchtturm ersetzte ein entsprechendes Bauwerk aus dem 19. Jahrhundert:                                         |
| Falsterbo fyr         | Skåne län            | Öresund↔Ostsee     | 55° 23′ 2″ N, 12° 48′ 59″ O  | 1796      | 25 m     | 24 m      | Oc.W.5s         |                 | |
| Falsterborev          | Skåne län            | Öresund↔Ostsee     | 55° 18′ 36″ N, 12° 39′ 30″ O | 1972      | 31 m     | 29 m      | Fl(4)WR.12s     |                 | Im Jahr 1931 gab es hier ein Feuerschiff (siehe Bild).                                                              |
| Faluddens fyr         | Gotland              | Ostsee             | 56° 59′ 43″ N, 18° 23′ 46″ O | 1867      | 11 m     | 13 m      | gelöscht (2009) |                 | |
| Femörehuvud fyr       | Södermanlands län    | Ostsee             | 58° 38′ 50″ N, 17° 6′ 33″ O  | 1867/1955 | 4 m      | 11 m      | gelöscht (1974) |                 | |
| Fjordskär fyr         | Hallands län         | Kattegat           | 57° 21′ 6″ N, 12° 1′ 9″ O    | 1882/1954 | 3 m      | 10 m      | Fl.WRG.3s       | Bild gesucht BW | |
| Fjuks fyr             | Västra Götalands län | Vättern            | 58° 32′ 21″ N, 14° 47′ 26″ O | 1852/1910 | 9 m      | 19 m      | LFl.W.8s        |                 | Hier stehen zwei Leuchtsignalgeber, links ist das Feuerhaus von 1891 zu sehen, rechts der alte Leuchtturm von 1852. |
| Fjärdgrunds fyr       | Västerbottens län    | Kvarken            | 63° 40′ 8″ N, 20° 20′ 32″ O  | 1907      | 21 m     | 18 m      | Oc(2)WRG.12s    | zewntriert      | Auf dem Bild links ist ein Windrad zu sehen, rechts steht der Leuchtturm.                                           |
| Fårö fyr              | Gotland              | Ostsee             | 57° 57′ 34″ N, 19° 20′ 57″ O | 1847      | 30 m     | 31 m      | Iso.WR.8s       |                 | |
| Garpen fyr            | Kalmar län           | Kalmarsund         | 56° 23′ 26″ N, 16° 7′ 43″ O  | 1893/1934 | 27 m     | 27 m      | Oc.WRG.8s       |                 | |
| Godnatt               | Blekinge län         | Ostsee             | 56° 8′ 28″ N, 15° 35′ 41″ O  | 1879/1977 | 22 m     | 22 m      | Fl.WRG.5s       |                 | |
| Gotska Sandön fyr     | Gotland              | Ostsee             | 58° 23′ 38″ N, 19° 11′ 35″ O | 1859      | 24 m     | 42 m      | Fl.W.5s         |                 | Auf der Insel gibt es noch einen älteren erhaltenen Leuchtturm:                                                     |
| Grundkallen           | Uppsala län          | Bottensee          | 60° 29′ 46″ N, 18° 50′ 59″ O | 1959      | 34 m     | 32 m      | LFl(3)WRG.20s   |                 | |
| Grönskär fyr          | Stockholms län       | Ostsee             | 59° 16′ 41″ N, 19° 1′ 28″ O  | 1770      | 23 m     | 34 m      | LFl.G.10s       |                 | |
| Gustaf Dalén          | Södermanlands län    | Ostsee             | 58° 35′ 39″ N, 17° 28′ 3″ O  | 1966      | 26 m     | 24 m      | Fl(2)W.6s       |                 | Im Hafenbereich (am Järlssee) gibt es noch einen kleineren Leuchtturm:                                              |
| Gälleudde fyr         | Västra Götalands län | Vänern             | 58° 29′ 5″ N, 12° 28′ 29″ O  | 1864/1905 | 16 m     | 17 m      | LFl(2)W.12s     | Bild gesucht BW | |
| Gåsörens fyr          | Västerbottens län    | Bottenwiek         | 64° 39′ 48″ N, 21° 19′ 0″ O  | 1881/1921 | 13 m     | 18 m      | LFl(2).WRG.12s  |                 | Alter und neuer Leuchtturm Gåsören.                                                                                 |
| Hakens fyr            | Skåne län            | Öresund            | 55° 54′ 34″ N, 12° 43′ 29″ O | 1890/1939 | 13 m     | 15 m      | Iso.WRG.8s      |                 | |
| Hallands Väderö fyr   | Skåne län            | Kattegat           | 56° 27′ 3″ N, 12° 32′ 32″ O  | 1884/1909 | 13 m     | 21 m      | Iso.W.8s        |                 | |
| Hammarö Skage fyr     | Värmlands län        | Vänern             | 59° 15′ 16″ N, 13° 30′ 20″ O | 1872      | 8 m      | 15 m      | gelöscht (1932) |                 | |
| Hanö fyr              | Blekinge län         | Hanöbucht          | 56° 0′ 48″ N, 14° 50′ 48″ O  | 1869/1906 | 16 m     | 70 m      | Fl(3)W.12s      |                 | |
| Helsingborg fyr       | Skåne län            | Öresund            | 56° 2′ 36″ N, 12° 41′ 16″ O  | 1889      | 19 m     | 17 m      | Oc.WRG.15s      |                 | |
| Hjortens Udde fyr     | Västra Götalands län | Vänern             | 58° 38′ 19″ N, 12° 40′ 0″ O  | 1852      | 15 m     | 18 m      | Fl.WRG.5s       |                 | Der Leuchtturm dient zugleich als Funkmast.                                                                         |
| Hoburg fyr            | Gotland              | Ostsee             | 56° 55′ 18″ N, 18° 9′ 3″ O   | 1846      | 22 m     | 58 m      | Fl.W.5s         |                 | |
| Holmögadds fyr        | Västerbottens län    | Kvarken            | 63° 35′ 39″ N, 20° 45′ 8″ O  | 1760/1854 | 21 m     | 21 m      | Fl(2)W.10s      |                 | |
| Huvudskär fyr         | Stockholms län       | Ostsee             | 58° 57′ 47″ N, 18° 34′ 6″ O  | 1882/1931 | 16 m     | 26 m      | Mo(N)W.25s      |                 | |
| Häradskärs fyr        | Östergötlands län    | Ostsee             | 58° 8′ 46″ N, 16° 59′ 9″ O   | 1863      | 29 m     | 36 m      | LFl(3)W.20s     |                 | |
| Högbondens fyr        | Västernorrlands län  | Bottensee          | 62° 51′ 57″ N, 18° 28′ 40″ O | 1909      | 14 m     | 75 m      | Oc.WRG.10s      |                 | |
| Högby fyr             | Öland                | Ostsee             | 57° 8′ 48″ N, 17° 2′ 50″ O   | 1898      | 23 m     | 22 m      | LFl(2)W.12s     |                 | |
| Hållö fyr             | Västra Götalands län | Skagerrak          | 58° 20′ 9″ N, 11° 13′ 2″ O   | 1842      | 20 m     | 40 m      | Fl.W.12s        |                 | |
| Islandsberg fyr       | Västra Götalands län | Skagerrak          | 58° 12′ 5″ N, 11° 24′ 19″ O  | 1883/1938 | 6 m      | 16 m      | Fl(4)WRG.12s    |                 | |
| Kapelluddens fyr      | Öland                | Ostsee             | 56° 49′ 10″ N, 16° 50′ 42″ O | 1872      | 32 m     | 30 m      | LFl.W.10s       |                 | |
| Korsö fyr             | Stockholms län       | Ostsee             | 59° 17′ 5″ N, 18° 56′ 44″ O  | 1757      | 22 m     | 46 m      | gelöscht (1882) |                 | |
| Kullens fyr           | Skåne län            | Kattegat↔Öresund   | 56° 18′ 4″ N, 12° 27′ 5″ O   | 1561/1900 | 15 m     | 79 m      | Fl.W.5s         |                 | |
| Lakholmens fyr        | Värmlands län        | Vänern             | 59° 11′ 16″ N, 14° 0′ 31″ O  | 1870/1911 | 13 m     | 16 m      | Fl(4)WRG.12s    | Bild gesucht BW | |
| Landsorts fyr         | Stockholms län       | Ostsee             | 58° 44′ 22″ N, 17° 51′ 56″ O | 1687      | 25 m     | 44 m      | Fl(1+4)W.60s    |                 | |
| Libertus fyr          | Stockholms län       | Ostsee             | 59° 19′ 56″ N, 18° 10′ 35″ O | 1931      | 7 m      | 6 m       | Fl(3)WRG.9s     |                 | |
| Lidköpings fyr        | Västra Götalands län | Vänern             | 58° 30′ 53″ N, 13° 10′ 14″ O | 1852/1911 | 8 m      | 11 m      | Fl(3)WRG.9s     |                 | |
| Limös fyr             | Gävleborgs län       | Bottensee          | 60° 42′ 52″ N, 17° 21′ 13″ O | 1902/1980 | 22 m     | 38 m      | Iso.WRG.4s      |                 | |
| Lungö fyr             | Västernorrlands län  | Bottensee          | 62° 38′ 31″ N, 18° 5′ 22″ O  | 1861/1927 | 15 m     | 29 m      | Oc.W.6s         |                 | |
| Långe Erik            | Öland                | Ostsee             | 57° 22′ 1″ N, 17° 5′ 49″ O   | 1845      | 32 m     | 31 m      | Fl(4)W.15s      |                 | |
| Långe Jan             | Öland                | Ostsee             | 56° 11′ 46″ N, 16° 23′ 55″ O | 1785      | 42 m     | 41 m      | Fl(2)W.30s      |                 | |
| Malmö inre fyr        | Skåne län            | Öresund            | 55° 36′ 45″ N, 12° 59′ 45″ O | 1822/1878 | 20 m     | 21 m      | gelöscht (1983) |                 | |
| Malörens fyr          | Norrbottens län      | Bottenwiek         | 65° 31′ 41″ N, 23° 33′ 25″ O | 1851      | 18 m     | 22 m      | LFl(2)WRG.12s   |                 | |
| Morups Tånge fyr      | Hallands län         | Kattegat           | 56° 55′ 24″ N, 12° 21′ 34″ O | 1843      | 28 m     | 29 m      | Oc.WRG.8s       |                 | |
| Måseskär fyr          | Västra Götalands län | Skagerrak          | 58° 5′ 38″ N, 11° 19′ 48″ O  | 1865/1978 | 13 m     | 27 m      | LFl(3)WRG.30s   |                 | |
| Navens fyr            | Västra Götalands län | Vänern             | 58° 42′ 5″ N, 13° 6′ 33″ O   | 1856      | 8 m      | 15 m      | LFl.W.10s       |                 | Das Bild zeigt das Haus mit Leuchtturm im Jahr 1910.                                                                |
| Nidingen fyr          | Hallands län         | Kattegat           | 57° 18′ 10″ N, 11° 54′ 2″ O  | 1624/1946 | 24 m     | 25 m      | Fl(2+1)WR.27s   |                 | |
| Nordkoster fyr        | Västra Götalands län | Skagerrak          | 58° 54′ 9″ N, 11° 0′ 18″ O   | 1849      | 9 m      | 65 m      | LFl(4)WRG.30s   |                 | |
| När fyr               | Gotland              | Ostsee             | 57° 13′ 6″ N, 18° 40′ 52″ O  | 1872      | 16 m     | 21 m      | Oc.WR.8s        |                 | |
| Pater Noster          | Västra Götalands län | Skagerrak↔Kattegat | 57° 53′ 46″ N, 11° 27′ 57″ O | 1868      | 32 m     | 36 m      | LFl.W.15s       |                 | |
| Pite-Rönnskärs fyr    | Norrbottens län      | Bottenwiek         | 65° 2′ 10″ N, 21° 33′ 22″ O  | 1880/1905 | 37 m     | 39 m      | Fl(3)W.15s      |                 | |
| Ramskär fyr           | Västra Götalands län | Skagerrak          | 58° 45′ 29″ N, 10° 59′ 33″ O | 1917      | 19 m     | 19 m      | Fl(3)WRG.9s     |                 | |
| Rataskärs fyr         | Västerbottens län    | Kvarken            | 63° 59′ 32″ N, 20° 53′ 53″ O | 1874/1890 | 8 m      | 26 m      | Mo(D)WRG.20s    |                 | |
| Risnäsudde fyr        | Värmlands län        | Vänern             | 59° 17′ 27″ N, 13° 9′ 37″ O  | 1867/1916 | 9 m      | 9 m       | Fl(3)WRG.9s     | Bild gesucht BW | |
| Rödkallens fyr        | Norrbottens län      | Bottenwiek         | 65° 19′ 4″ N, 22° 21′ 38″ O  | 1872      | 21 m     | 25 m      | gelöscht (1972) |                 | |
| Sandhammarens fyr     | Skåne län            | Ostsee             | 55° 23′ 12″ N, 14° 11′ 35″ O | 1862      | 30 m     | 31 m      | Fl.W.5s         |                 | |
| Segerstad fyr         | Öland                | Ostsee             | 56° 22′ 6″ N, 16° 34′ 1″ O   | 1883      | 22 m     | 21 m      | LFl(3)WRG.20s   |                 | |
| Simpnäsklubb fyr      | Stockholms län       | Ostsee             | 59° 53′ 34″ N, 19° 4′ 48″ O  | 1869/1944 | 17 m     | 20 m      | LFl.WRG.8s      |                 | |
| Skagsudde fyr         | Västernorrlands län  | Bottensee          | 63° 11′ 16″ N, 19° 0′ 58″ O  | 1871/1957 | 26 m     | 39 m      | Fl(4)W.12s      |                 | |
| Skoghalls fyr         | Värmlands län        | Vänern             | 59° 19′ 3″ N, 13° 25′ 59″ O  | 1804/1851 | 15 m     | 17 m      | LFl(2)WRG.15s   | Bild gesucht BW | |
| Smygehuks fyr         | Skåne län            | Ostsee             | 55° 20′ 18″ N, 13° 21′ 10″ O | 1883      | 17 m     | 20 m      | Fl(1+2)W.20s    |                 | |
| Smörhättan fyr        | Västra Götalands län | Vänern             | 58° 47′ 58″ N, 13° 41′ 53″ O | 1855      | 14 m     | 16 m      | Oc(2)WRG.10s    | Bild gesucht BW | |
| Spårö fyr             | Kalmar län           | Ostsee             | 57° 42′ 45″ N, 16° 43′ 42″ O | 1884/1934 | 8 m      | 36 m      | Iso.W.6s        | Bild gesucht BW | |
| Staviks fyr           | Värmlands län        | Vänern             | 59° 10′ 11″ N, 13° 9′ 33″ O  | 1860      | 13 m     | 15 m      | Fl.W.5s         |                 | |
| Stenkyrkehuk fyr      | Gotland              | Ostsee             | 57° 49′ 5″ N, 18° 27′ 39″ O  | 1885      | 15 m     | 42 m      | Oc(2)WRG.12s    |                 | |
| Stora Fjäderäggs fyr  | Västerbottens län    | Kvarken            | 63° 48′ 28″ N, 21° 0′ 3″ O   | 1851      | 14 m     | 35 m      | LFl(3)WRG.20s   |                 | |
| Stora Karlsö fyr      | Gotland              | Ostsee             | 57° 17′ 22″ N, 17° 57′ 32″ O | 1887      | 18 m     | 56 m      | LFl(2)WR.12s    |                 | |
| Storjungfruns fyr     | Gävleborgs län       | Bottensee          | 61° 10′ 4″ N, 17° 20′ 4″ O   | 1838      | 21 m     | 27 m      | LFl.WRG.8s      |                 | |
| Storkläppens fyr      | Kalmar län           | Ostsee             | 57° 50′ 34″ N, 16° 50′ 49″ O | 1890/1894 | 15 m     | 20 m      | LFl.WRG.10s     |                 | Aufnahme aus dem Jahr 1911                                                                                          |
| Stångudden fyr        | Värmlands län        | Vänern             | 58° 47′ 23″ N, 13° 15′ 2″ O  | 1864/1905 | 8 m      | 15 m      | Oc.WRG.10s      | Bild gesucht BW | |
| Svangens fyr          | Västra Götalands län | Skagerrak          | 58° 47′ 55″ N, 11° 7′ 6″ O   | 1889/1983 | 4 m      | 21 m      | Fl.WRG.3s       |                 | |
| Svartklubbens fyr     | Stockholms län       | Ålandsee           | 60° 10′ 27″ N, 18° 49′ 31″ O | 1820      | 12 m     | 20 m      | LFl(2)WRG.8s    |                 | |
| Svenska Björn         | Stockholms län       | Ostsee             | 59° 32′ 52″ N, 20° 1′ 14″ O  | 1968      | 32 m     | 32 m      | LFl.W.8s        |                 | |
| Svenska Högarna fyr   | Stockholms län       | Ostsee             | 59° 26′ 38″ N, 19° 30′ 6″ O  | 1874      | 18 m     | 31 m      | LFl.W.15s       |                 | |
| Sydostbrotten         | Västerbottens län    | Kvarken            | 63° 20′ 13″ N, 20° 10′ 36″ O | 1963      | 34 m     | 34 m      | Fl(3)W.20s      |                 | |
| Söderarms fyr         | Stockholms län       | Ålandsee           | 59° 45′ 10″ N, 19° 24′ 21″ O | 1839      | 21 m     | 31 m      | gelöscht (2007) |                 | |
| Söökojans fyr         | Värmlands län        | Vänern             | 59° 18′ 5″ N, 13° 39′ 39″ O  | 1860/1911 | 15 m     | 15 m      | LFl(4)WRG.30s   | Bild gesucht BW | |
| Tistlarna fyr         | Västra Götalands län | Kattegat           | 57° 30′ 35″ N, 11° 43′ 35″ O | 1905      | 10 m     | 23 m      | LFl(2)WR.15s    |                 | |
| Tjärvens fyr          | Stockholms län       | Ålandsee           | 59° 47′ 30″ N, 19° 22′ 12″ O | 1903      | 14 m     | 18 m      | Oc(2)WRG.20s    |                 | |
| Trelleborgs kassunfyr | Skåne län            | Ostsee             | 55° 21′ 25″ N, 13° 8′ 57″ O  | 1930      | 14 m     | 12 m      | Iso.WRG.8s      |                 | |
| Trubaduren            | Västra Götalands län | Kattegat           | 57° 35′ 41″ N, 11° 37′ 58″ O | 1965      | 26 m     | 24 m      | LFl(3)WRG.30s   |                 | |
| Tylöns fyr            | Hallands län         | Kattegat           | 56° 38′ 48″ N, 12° 42′ 34″ O | 1870      | 13 m     | 17 m      | gelöscht (1968) |                 | |
| Tärnö fyr             | Blekinge län         | Ostsee             | 56° 6′ 46″ N, 14° 58′ 17″ O  | 1869/1910 | 6 m      | 31 m      | Oc.WRG.10s      |                 | |
| Understens fyr        | Stockholms län       | Ålandsee           | 60° 16′ 31″ N, 18° 55′ 11″ O | 1848/1916 | 39 m     | 48 m      | Fl(4)W.15s      |                 | |
| Ursholmen fyr         | Västra Götalands län | Skagerrak          | 58° 49′ 57″ N, 10° 59′ 25″ O | 1891      | 13 m     | 33 m      | LFl(2)WRG.15s   |                 | |
| Utklippan fyr         | Blekinge län         | Ostsee             | 55° 57′ 10″ N, 15° 42′ 5″ O  | 1789/1870 | 31 m     | 31 m      | Fl(2)WRG.6s     |                 | |
| Valö fyr              | Västra Götalands län | Kattegat           | 57° 33′ 2″ N, 11° 48′ 8″ O   | 1885/1935 | 10 m     | 15 m      | LFl.WRG.8s      |                 | |
| Vanäs fyr             | Västra Götalands län | Vättern            | 58° 32′ 17″ N, 14° 32′ 25″ O | 1864/1892 | 12 m     | 12 m      | Fl(3)WRG.9s     |                 | |
| Ven fyr               | Skåne län            | Öresund            | 55° 55′ 8″ N, 12° 40′ 1″ O   | 1967      | 9 m      | 24 m      | LFl.WRG.10s     |                 | |
| Vinga fyr             | Västra Götalands län | Kattegat           | 57° 37′ 56″ N, 11° 36′ 5″ O  | 1841/1890 | 29 m     | 46 m      | Fl(2)W.30s      |                 | |
| Viten fyr             | Västra Götalands län | Kattegat           | 57° 38′ 8″ N, 11° 37′ 15″ O  | 1896      | 11 m     | 11 m      | Iso:WRG.6s      |                 | |
| Väcker fyr            | Västra Götalands län | Skagerrak          | 58° 42′ 49″ N, 11° 9′ 43″ O  | 1939      | 14 m     | 14 m      | Fl(4)WRG.12s    |                 | |
| Väderöbod fyr         | Västra Götalands län | Skagerrak          | 58° 32′ 30″ N, 11° 1′ 50″ O  | 1867/1964 | 19 m     | 32 m      | LFl.WRG.8s      |                 | |
| Ölands södra grund    | Öland                | Ostsee             | 56° 4′ 10″ N, 16° 40′ 50″ O  | 1951      | 35 m     | 33 m      | LFl.W.8s        |                 | |
| Örskärs fyr           | Uppsala län          | Bottensee          | 60° 31′ 35″ N, 18° 22′ 24″ O | 1684/1740 | 33 m     | 36 m      | LFl(2)W.10s     |                 | |
| Östergarn fyr         | Gotland              | Ostsee             | 57° 26′ 32″ N, 18° 59′ 5″ O  | 1919      | 29 m     | 36 m      | LFl(2)WR.15s    |                 | |